# Porr Oevermann

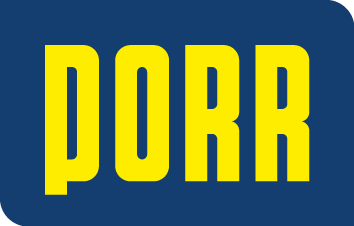
Logo der Tochterunternehmen PORR Verkehrswegebau und PORR Hochbau West ab 2024

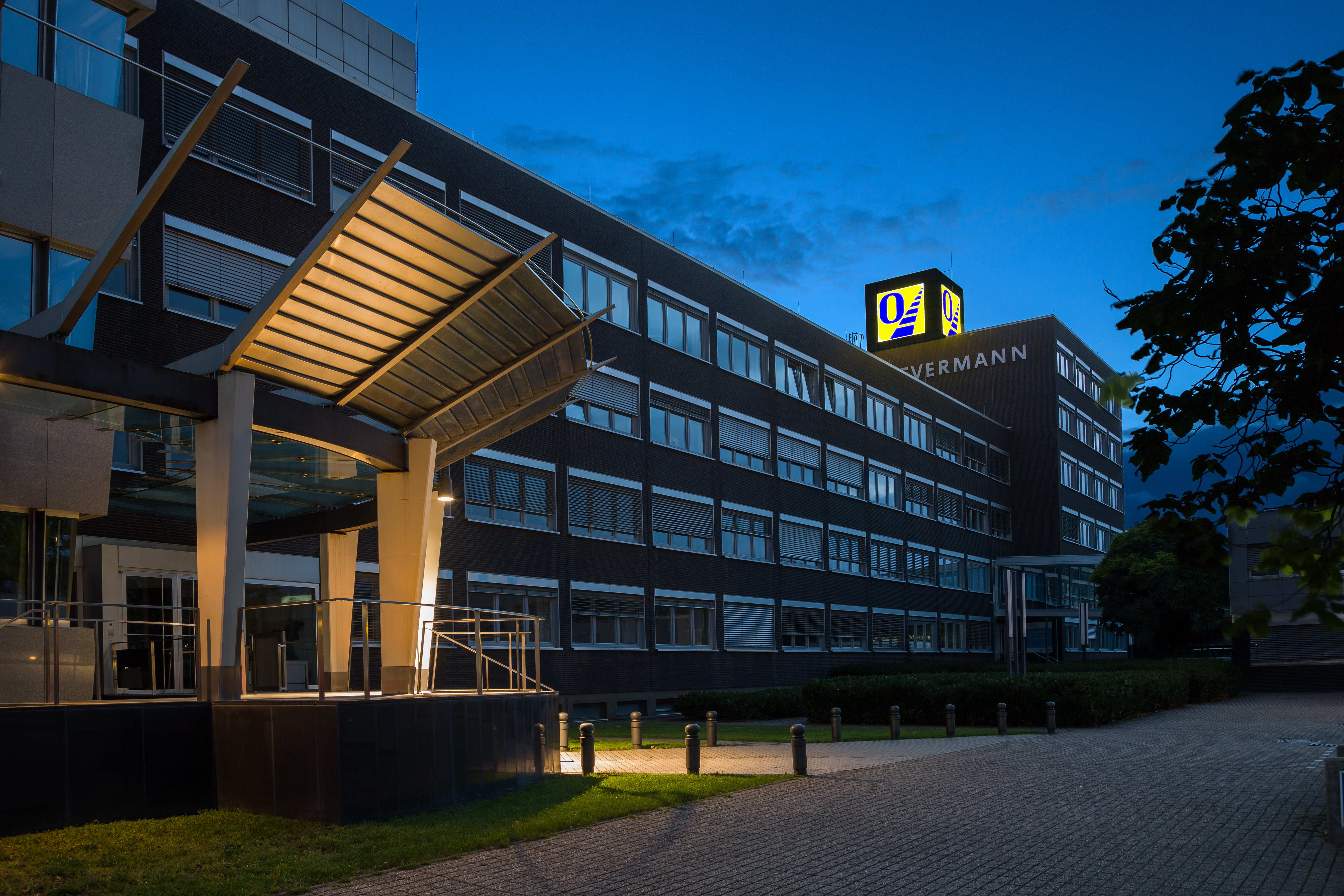
Hauptverwaltung der PORR Oevermann GmbH

PORR Oevermann ist ein deutsches Bauunternehmen mit Sitz im westfälischen Münster.
Es ist ein Tochterunternehmen der PORR GmbH & Co. KGaA mit Sitz in München.
Das Bauunternehmen gilt als Spezialist für die Komplettrealisierung von Projekten im Hoch- und Verkehrswegebau. Neben dem Hauptsitz in Münster hat PORR Oevermann unter anderem Standorte in Düsseldorf, Frankfurt/Main, Osnabrück, Gütersloh, Düren, Koblenz, Berlin und Eisenhüttenstadt.
Zu den Leistungsbereichen des Unternehmens gehören unter anderem Hochbau, Verkehrswegebau, Ingenieurbau, Schlüsselfertiges Bauen, Industrie-/Gewerbebau und Umwelttechnik.
Unter dem Dach der PORR Oevermann GmbH vereinen sich folgende Tochtergesellschaften:
- Oevermann Hochbau GmbH
- Oevermann Verkehrswegebau GmbH
- CMG Gesellschaft für Baulogistik

Seit 2024 treten die Tochtergesellschaften Oevermann Hochbau GmbH und Oevermann Verkehrswegebau GmbH unter der Marke PORR auf.
Die PORR Oevermann GmbH hält darüber hinaus Beteiligungen an Mischanlagen: den Asphalt Mischwerken Westfalen (AMW) mit Werken in Münster und Werl, den Baustoff Technik + Mischwerken (BTM) in Bielefeld und Lemgo sowie den Nordharz Asphalt Mischwerken (NAM) mit einer Anlage in Wegeleben.

## Unternehmensgeschichte
Das Unternehmen wurde 1907 von Dietrich Oevermann in Münster gegründet und wurde 1933 von dessen Sohn Josef Oevermann fortgeführt. 1979 wurde das Unternehmen von dessen Schwiegersohn Manfred Gutsche übernommen, der es bis zum Jahre 2002 leitete. Von 2003 bis Mitte 2007 wurde das Unternehmen von den Urenkeln des Unternehmensgründers, Christian Gutsche und Manfred Gutsche jr., geleitet.
Von 2007 bis 2017 war der niederländische Baukonzern Heijmans NV in Rosmalen Gesellschafter von Oevermann. 2017 wurde Oevermann von der österreichischen PORR AG mit Sitz in Wien übernommen. Die Übernahme wurde zum 21. April 2017 vollzogen. Zum 1. Januar 2024 treten die Oevermann Hochbau GmbH und die Oevermann Verkehrswegebau GmbH unter der Marke PORR auf mit den Firmenbezeichnungen PORR Hochbau West GmbH und PORR Verkehrswegebau GmbH.
Die Geschäftsführung der PORR Oevermann GmbH setzt sich heute zusammen aus Gerald von der Gathen und Frank Benjamin Heim.

## Bauwerke
Ausgewählte Bauwerke der PORR Oevermann GmbH:
- Wohnanlage Clemensbögen in Münster
- Wohnanlage Jürgen-Töpfer-Straße in Hamburg
- B&B Hotel in Mainz
- Bürogebäude Mercator One in Duisburg
- Zentrale der SuperBioMarkt AG in Münster
- Neubau Hauptbahnhof in Münster
- Sanierung Autobahnkreuz Aachen
- Sanierung Flughafen Frankfurt
- Deponiebau in Fürstenwalde
- Betonstraßenbau auf der A1 zwischen Alhorner Heide und Dreieck Suhr
- Sanierung A100 Berlin